# Маслоу, Абрахам
А́брахам Масло́у (англ. Abraham Maslow [ˈmæzloʊ]; 1 апреля 1908, Нью-Йорк — 8 июня 1970, Менло-Парк, Калифорния) — американский психолог, основатель гуманистической психологии. Широко известна «пирамида Маслоу» — диаграмма, иерархически представляющая человеческие потребности. Его модель иерархии потребностей нашла широкое применение в экономической теории, занимая важное место в построении теорий мотивации и поведения потребителей.

## Биография
Абрахам был самым старшим из семи детей бондаря Самуила Маслова и Розы Шиловской, которые эмигрировали из Киева в США в начале XX века. Родился он в еврейском районе Бруклина. Отец работал бондарем; родители часто ссорились. Когда ему было девять лет, семья переехала из Бруклина в другой район, и, поскольку у Маслоу была ярко выраженная еврейская внешность, он узнал, что такое антисемитизм. Абрахам был одиноким, застенчивым и подавленным молодым человеком.

Учитывая моё детство, остаётся лишь удивляться тому, что я не болен психически. Я был маленьким еврейским мальчиком в нееврейском окружении. Что-то вроде первого негра в школе, где учатся только белые. Я был одинок и несчастен. Я вырос в библиотеках, среди книг, без друзей.

Маслоу был одним из лучших учеников в школе. После её окончания в 1926 году по совету отца поступил в юридический Сити-колледж в Нью-Йорке, но не закончил даже первого курса. Впервые с психологией Маслоу познакомился в Корнеллском университете, где профессором психологии был Э. Б. Титченер.
В 1928 году Маслоу перевёлся в Висконсинский университет в Мадисоне, где его научным руководителем стал Гарри Харлоу, известный исследователь приматов. В том же году Маслоу женился на своей двоюродной сестре Берте, в которую он был влюблён с 12 лет.
В Висконсинском университете он стал бакалавром (1930), магистром (1931) и доктором наук (1934). Маслоу получил классическое бихевиористкое образование, а его первая научная работа, которая сулила ему блестящее будущее, была посвящена взаимосвязи сексуальности и социального поведения у приматов.
В 1934 году он начал работать в Колумбийском университете ассистентом-исследователем у Эдварда Торндайка, известного бихевиориста, теоретика в области научения. Поначалу и Маслоу был приверженцем бихевиористкого подхода, он был восхищён работами Джона Б. Уотсона, но постепенно увлёкся и другими идеями.

Именно прекрасная программа Уотсона привела меня в психологию. Но её роковая слабость состоит в том, что она хороша лишь для лаборатории и в лаборатории, вы можете надеть её и снять её как лабораторный халат… Она не создаёт представления о человеке, философии жизни, концепции человеческой натуры. Она не создаёт ориентиров для жизни, ценностей, выбора. Это лишь способ сбора данных о поведении, того, что вы можете видеть, осязать и слышать с помощью органов чувств.

В 1937 году Маслоу принял предложение стать профессором Бруклинского колледжа, где впоследствии проработал на протяжении 14 лет. В этот период состоялось его знакомство с плеядой самых известных европейских психологов, укрывшихся в США от преследований нацистов, в их числе Альфред Адлер, Эрих Фромм, Карен Хорни, Маргарет Мид, а также основатель гештальтпсихологии Макс Вертгеймер и антрополог Рут Бенедикт. Двое последних стали не только учителями и друзьями Маслоу, но и теми людьми, благодаря которым и возникла идея исследования самоактуализирующихся личностей.

Мои исследования самоактуализации не планировались как исследование и начинались не как исследование. Они начинались как попытка юного мыслящего человека понять двух своих учителей, необыкновенных людей, которых он любил и которыми восхищался. Это было своего рода поклонение высочайшему интеллекту. Мне мало было просто обожать их, я стремился понять, почему эти два человека так отличаются от обычных людей, которыми полон мир. Эти два человека были Рут Бенедикт и Макс Вертхаймер.

Но первые попытки Маслоу заявить о своих новых идеях вызвали негативную реакцию в американском психологическом сообществе, где доминировали бихевиористы. Даже коллеги по факультету сторонились его, ведущие психологические журналы отказывались публиковать научные работы.
В 1951 году Маслоу стал первым деканом психологического факультета недавно созданного университета Брандейса. Он проработал там до 1969 года. Именно в этот период началось признание его идей, стала оформляться как отдельное направление гуманистическая психология.
В 1960-е годы Маслоу стал популярным, а в 1967 году был избран президентом Американской психологической ассоциации, что вызывало удивление его самого.

Должен признать, что я пришёл к мысли о том, что гуманистическая тенденция в психологии — революция в самом подлинном, изначальном смысле этого слова, в том смысле, в котором совершили революцию Галилей, Дарвин, Эйнштейн и Маркс, то есть переворот в образе мышления и восприятия, в представлениях о человеке и обществе, в концепциях этики и ценностей, в ориентирах для движения вперёд.

Скончался А. Маслоу скоропостижно от острого инфаркта миокарда в возрасте 62 лет.
Сестра — антрополог и этнограф Рут Маслоу Льюис (1916—2008), жена антрополога Оскара Льюиса.

## Научные воззрения Маслоу
Маслоу был одним из первых, кто стал изучать положительные стороны человеческого поведения. Его исследования самоактуализирующихся личностей позволили сформулировать позитивный, гуманистический взгляд на человеческую природу. Если прежде психология, особенно психоанализ, изучала людей с различными психическими отклонениями и на основе этого и были сформулированы теории личности, то Маслоу взял в качестве образцов здоровых и самореализовавшихся людей, как следствие, он получил новые данные о природе человека.
Бихевиоризм и психоанализ, или дефицитарные психологии, как называл их Маслоу, избегали многих культурных, социальных и индивидуальных аспектов проявления человека, таких как креативность, любовь, альтруизм и так далее. Для бытийной психологии, которую предложил Маслоу, именно эти проявления человека и были наиболее интересны. Самая известная теория Маслоу ― теория мотивации, основанная на модели иерархии потребностей. Самой высшей потребностью, которая подталкивает человека к раскрытию своих способностей и талантов, является, по мнению Маслоу, потребность в самоактуализации.
Можно выделить три этапа развития этой теории. На первом этапе Маслоу уходит от жёстко заданной иерархии потребностей и разделяет все мотивы на две группы: дефицитарные и бытийные. Первая группа направлена на восполнение дефицита, как например потребности в еде или во сне. Это неизбежные потребности, которые обеспечивают выживание человека. Вторая группа мотивов служит развитию, это бытийные мотивы ― активность, которая возникает не для удовлетворения потребностей, а связана с получением удовольствия, удовлетворения, с поиском более высокой цели и её достижением. На третьем этапе в теории Маслоу появляются понятия метамотивации и метапотребности, которые связаны с бытийными ценностями человека, такими как истина, добро, красота и другие. Этот бытийный пласт существования личности может открываться человеку в так называемых «пиковых переживаниях» (peak-experience), представляющих собой опыт восторга, эстетического наслаждения, сильных положительных эмоций.
Развивая эти идеи, Маслоу начинает считать рамки гуманистической психологии ограниченными и в последние годы жизни участвует в попытке создания новой, «четвёртой силы» ― трансперсональной психологии, получившей, впрочем, весьма ограниченное научное признание.
Идеи Маслоу привлекали к себе большое внимание как сторонников, так и критиков. Последние утверждали, что выборки исследований были слишком малы для подобных обобщений. Особенно сильно досталось Маслоу за субъективность критериев выбора самоактуализирующихся личностей, а также за отсутствие в его теориях учёта социальных факторов, окружающего контекста.

Иерархия человеческих потребностей по Абрахаму Маслоу.
Ступени (снизу вверх):
1. Физиологические
2. Безопасность
3. Любовь/Принадлежность к чему-либо
4. Уважение
5. Познание
6. Эстетические
7. Самоактуализация
Причём последние три уровня: «познание», «эстетические» и «самоактуализация» в общем случае называют «Потребностью в самоактуализации» (Потребность в личностном росте)

Диаграмма Маслоу показывает, в каком порядке человек «в среднем» удовлетворяет свои потребности. Это, впрочем, не исключает другого порядка в частных случаях, когда, например, потребность в признании для человека важнее потребности в любви.
Маслоу считал, что все самоактуализированные люди имеют общие характерные черты:
- Более эффективное восприятие реальности и более удобные отношения с реальностью;
- Принятие (себя, других, природы);
- Непосредственность; простота; естественность;
- Сосредоточенность на проблеме [в противоположность эго-центрированности];
- Способность обособиться; потребность в уединении;
- Автономия; независимость от культурных штампов и окружения;
- Сохраняющаяся свежесть восприятия;
- Мистический и вершинный опыт;
- Чувство общности с другими (нем. Gemeinschaftsgefühl)
- Более глубокие и проникновенные взаимоотношения;
- Демократичность;
- Способность распознавать цели и средства, хорошее и плохое;
- Философский, незлобный доброжелательный юмор;
- Креативность;
- Сопротивление окультуриванию; вне любой определённой культуры[4].

К числу таких самоактуализированных людей Маслоу относил Авраама Линкольна, Томаса Джефферсона, Альберта Эйнштейна, Элеонору Рузвельт, Джейн Адамс, Уильяма Джеймса, Альберта Швейцера, Олдоса Хаксли и Бенедикта Спинозу.